# راشون برودوس
راشون برودوس (بالإنجليزية: Rashaun Broadus)‏ مواليد 5 أغسطس 1984 في هاواي، هو لاعب كرة سلة أمريكي. بدأ مسيرته الاحترافية في سنة 2007. يلعب مع نادي راستا فشتا لكرة السلة في الدوري الألماني لكرة السلة كلاعب هجوم خلفي. يبلغ طوله 5 قدم 11 بوصة (1.8 م).

## المسيرة الاحترافية
لعب مع شياولياي من سنة 2010 إلى 2012، ثم لعب مع نادي نبتونس لكرة السلة في موسم 2012–2013، ثم لعب مع أوتينوس يوفنتوس في موسم 2014–2015، ثم لعب مع ليتوفوس رايتس في سنة 2016، ثم لعب مع نادي راستا فشتا لكرة السلة في سنة 2017.

## روابط خارجية
- راشون برودوس على موقع الاتحاد الدولي لكرة السلة (الإنجليزية)
- راشون برودوس على موقع كرة السلة الأوروبية.كوم (الإنجليزية)
- راشون برودوس على موقع كلية كرة السلة في سبورتس رفرنس.كوم (الإنجليزية)
- راشون برودوس على موقع ريلجم (الإنجليزية)
- راشون برودوس على موقع بروبوليرز (الإنجليزية)
- راشون برودوس على موقع سبورتس رفرنس (الإنجليزية)